# Charles Æmilius von Lützow
Charles Æmilius von Lützow (født 27. oktober 1683, død senest 1749) var en officer og bygmester i dansk tjeneste, bror til Christian Frederik von Lützow.
Han var søn af godsejer, hofmarskal, senere gehejmeråd Henning Ulrich von Lützow og Eleonore Cathrine von Schlagen. Han var uddannet på Det ridderlige Akademi i København 1701-03, var major af infanteriet med opgave at lede opførelsen af barakker og stalde på rytterdistrikterne i Jylland og på Falster. Han tituleredes undertiden generalbygningsinspektør omkring 1720, og senere var han generalvejmester i Norge nordenfjelds med stationering i Trondheim 1723.
Han var gift med Anna Sybilla Götz fra Frankfurt am Main (1692 – 13. maj 1759 i Flensborg).

## Værker
- Reparation og ombygning af Nykøbing Slot
- Indretning af nu forsvundne barakker på Tvilum (1720), ved Silkeborg (1720), på Sjelle Skovgård (1720, nu Wedelslund)
- Opførelse af barakker og stalde ved Skanderborg Slot (1721, efter tegning af J.D. Planitz, forsvundet)